# Luka Lovre Klarica
Luka Lovre Klarica (Zadar, 25 de septiembre de 2001) es un jugador de balonmano croata que juega de lateral derecho en el RK Zagreb. Es internacional con la selección de balonmano de Croacia.
Su primer gran campeonato con la selección fue el Campeonato Europeo de Balonmano Masculino de 2024.

## Palmarés

### Selección nacional
| Campeonato Mundial | Campeonato Mundial           | Campeonato Mundial | Campeonato Mundial |
| Año                | Lugar                        | Medalla            |                    |
| ------------------ | ---------------------------- | ------------------ | ------------------ |
| 2025               | Croacia, Dinamarca y Noruega | Medalla de plata   |                    |

### RK Zagreb
- Liga de Croacia de balonmano (4): 2021, 2022, 2023, 2024
- Copa de Croacia de balonmano (4): 2021, 2022, 2023, 2024

## Clubes
| Club                | País    | Año       |
| ------------------- | ------- | --------- |
| RK Zagreb 2         | Croacia | 2018      |
| HRK Gorica (cedido) | Croacia | 2018-2019 |
| RK Zagreb           | Croacia | 2019-2020 |
| HRK Gorica (cedido) | Croacia | 2020      |
| RK Zagreb           | Croacia | 2020-Act. |